# Société espagnole d'ornithologie
La Société espagnole d'ornithologie (ou SEO/Birdlife) est une organisation non gouvernementale espagnole, partenaire de Birdlife International.

## Historique
Fondée en 1954, il s'agit de la doyenne des ONG conservationnistes en Espagne. Plus de 11 000 membres soutiennent l'organisation, essentiellement orientée vers l'ornithologie. Parmi ses objectifs principaux figurent la conservation de la nature, l'accomplissement des politiques environnementales, le suivi des espèces, l'éducation à l'environnement, etc.
Un département international s'occupe de la coopération avec d'autres partenaires, notamment en Amérique latine, dans les Caraïbes et au Maroc.